# Herrer Cézár
Herrer Cézár (Luarca (Valdés község része), Spanyolország, 1868. december 23. – Budapest, 1919. július) magyar festő.

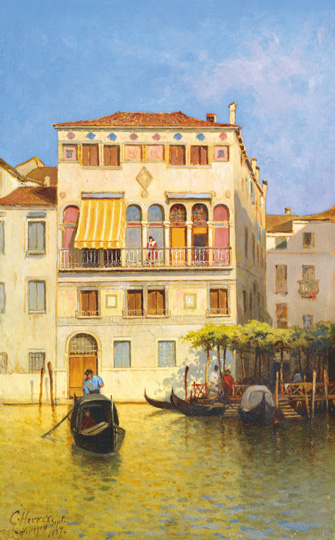
Herrer: Velence, 1887

## Életpályája
Madridban, Párizsban és Nagybányán tanult. 1892-től vett részt kiállításokon. Főleg tájképeket, enteriőröket, portrékat alkotott a nagybányai iskola és az akadémizmus stílusában.

## Elismerései
1906-ban elnyerte a Lipótvárosi Kaszinó 1000 koronás díját. 
A Magyar Nemzeti Galériában és madridi múzeumban is láthatóak képei, 